# Тоталітаризм
Тоталітари́зм (італ. totalità і прикметник італ. totalitario, від лат. totalitos цілісний — той, що охоплює усе загалом) — система державно-політичної влади, яка регламентує усі суспільні та приватні сфери життя людини-громадянина і не визнає автономії від держави таких недержавних сфер людської діяльності як економіка і господарство, культура, виховання, релігія.
Тоталітаризмом вважається політичне панування, яке вимагає необмеженого керування підлеглими і їхнє повне підкорення поставленим згори політичним цілям. Примусова уніфікація і невпинна жорстокість тоталітарної влади зазвичай обґрунтовується внутрішніми або зовнішніми загрозами існуванню держави.
Тоталітаризм зазвичай передбачає наявність фігури вождя (фюрера, каудильйо, дуче тощо), диктатуру і терор, регулярну мобілізацію населення в масові організації, ізоляцію або вбивство фактично або потенційно незгодних.
Тоталітарний політичний режим є протилежністю демократичної правової держави.
У політології поняття «тоталітаризму» найперше було використано для характеристики фашистського режиму Муссоліні в Королівстві Італія, але згодом воно поширилось на позначення нацистського режиму Третього Рейху та радянського сталінізму.

## Історія терміна
Слово «тоталітаризм» було введено в обіг 1923 року італійським політиком Джованні Амендолою, який використовував його на означення політичного ладу фашистської Італії для підкреслення відмінностей цього ладу від відомих в історії прикладів диктатури.
Уперше цей термін для пропаганди застосував 1925 року Беніто Муссоліні, коли в Королівстві Італія почала формуватись однопартійна фашистська система. Слід зазначити, що в Королівстві Італія, як і в Третьому Рейху тих часів вислів «тоталітарна держава» застосовувався у позитивному значенні. За межами цих режимів термін мав переважно негативне значення.

## Тоталітаризм як соціально-історичний феномен
- Політичний режим, що характеризується відсутністю демократичних свобод, диктатурою і повним (тотальним) контролем держави над усіма сферами життя суспільства й особи.

Тоталітаризм як історична форма суспільного існування з'явився в епоху Новітнього часу й особливо характерний для диктаторських режимів XX століття. Система управління, яка прагнула до цілковитого підпорядкування суспільства в державі за допомогою монополії на інформацію, пропаганди, офіційної державної ідеології, обов'язкової для громадян, терору таємних служб, однопартійної системи, обов'язкового членства в підконтрольних правлячій партії масових організаціях.
Зазвичай тоталітаризм сприймається як феномен політичний, проте він також може бути розглянутий ширше, свідченням чому є поняття тоталітарних структур.

## Ознаки тоталітарних режимів
- Наявність монопольно функціонуючої масової партії з харизматичним лідером, яка злилася з таємною поліцією і держапаратом в єдине ціле.[5] Зазвичай, таємна поліція здійснює терор, приводом якого є «образ ворога народу»;[6]
- Наявність єдиної ідеології, незгода з якою карається як найгірший злочин;[6]
- Контроль всіх сфер суспільного життя, засобів масової інформації (цензура);[7][8]
- Культ особи національного лідера;[9]
- Проголошення великої мети і використання будь-яких (зокрема репресивних) заходів для її досягнення;[10]
- Регулярна мобілізація[11] (в т.ч., готовність до мобілізації всього населення[12]) задля досягнення великої мети;[13][14]
- Контроль партії і держави над економікою, нехтування приватною власністю;[10]
- Репресії і переслідування;[15]
- Створення ілюзії цілковитої згоди громадян із діями вождів.[16]

## Витоки тоталітаризму
За загальноприйнятим поглядом, корінням нацизму є крайній шовінізм і расизм, а не егалітаризм. Економічну систему у нацистській Німеччині і фашистській Італії зазвичай класифікують як державно-корпоративний капіталізм.
Прагнення повного контролю над суспільством було властиве багатьом деспотичним правителям. Тому в деяких джерелах до тоталітарних режимів зараховуються династія Маур'їв в Індії (321—185 до н. е.), Династія Цін в Китаї (221—206 до н. е.), Правління Чака над зулу (1816—1828)… Слід особливо виділити легізм в Цін, який був повноцінною ідеологією і мав філософсько-теоретичне обґрунтування необхідності тотального контролю [джерело?]. При цьому легізм був офіційною ідеологією Цін понад 150 років, аж до її падіння в ході народного повстання.
Однак наведені вище тиранії загалом перебували в руслі традиції і не мали масової народної підтримки. Практичне здійснення абсолютного контролю держави над усім громадським життям і виробництвом стало можливим тільки в XX столітті завдяки економічному розвитку, розповсюдженню телекомунікаційних технологій і появі ефективних методів маніпуляції суспільством (передусім, пропаганди). Ці технології здатні забезпечити гарантовану масову підтримку керівництва країни, особливо якщо на чолі стоїть харизматичний лідер. Незважаючи на ці об'єктивні тенденції, тоталітаризм виник лише в окремих країнах. Макс Вебер вважав, що виникненню тоталітаризму передує глибока криза, що виражається в загостренні конфлікту між прагненням до самореалізації і переважанням зовнішнього світу. Починаючи з XIX століття, цей конфлікт виявляє себе на кількох рівнях: соціальному (особистість проти народу), економічному (капіталізм проти соціалізму), ідеологічному (лібералізм проти демократії) тощо. Ліберальна демократія є компромісом, який досягається за рахунок розподілу сфер впливу — завдяки правовим обмеженням на владу суспільства і захисту автономного простору. Тоталітаризм пропонує інше рішення, що складається з ліквідації ліберальних (ринкових) і демократичних інститутів. За твердженнями ідеологів режиму, внаслідок цього зникають передумови для системних конфліктів, а все суспільство об'єднується в єдине ціле.
Деякі дослідники тоталітаризму (Ф. фон Хайєк, А. Ренд, Л. фон Мізес та ін.) розглядають його як крайню форму колективізму і звертають увагу на те, що всі три тоталітарні системи поєднує державна підтримка колективних інтересів (нації — нацизм, держави — фашизм чи трудящих — комунізм) на шкоду приватним інтересам і цілям окремого громадянина. Звідси, на їхню думку, випливають властивості тоталітарних режимів: наявність системи придушення невдоволених, всепроникний контроль держави над приватним життям громадян, відсутність свободи слова тощо. Соціал-демократи пояснюють зростання тоталітаризму тим, що в період занепаду люди шукають рішення в диктатурі. Тому обов'язком держави має бути захист економічного достатку громадян, балансування економіки. Як сказав Ісайя Берлін: «Свобода для вовків означає смерть для овець». Схожих поглядів дотримуються прихильники соціал-лібералізму, які вважають, що найкращим захистом від тоталітаризму є економічно забезпечене і освічене населення, що має широкі громадянські права. Неоліберали дотримуються частково протилежної точки зору. У своїй праці «Дорога до рабства» (1944&) Ф. фон Хайєк стверджував, що тоталітаризм виник внаслідок надмірного регулювання ринку, яке призвело до втрати політичних і громадянських свобод. Він попереджав про небезпеку планової економіки і вважав, що запорукою збереження ліберальної демократії є економічна свобода.

## Тоталітарні структури, базові характеристики
Тоталітарна структура — це організація, в основі якої лежить принцип багатоступеневої ієрархії, котрій притаманний всеохопний і поширений характер та діяльність якої відбувається за принципом «згори-донизу» й інколи за принципом «знизу-догори».
Базова засада ідеології будь-якого тоталітарного утворення — ствердження ідеї вищості, обраності членів структури відносно усіх інших. Ця ідея може набувати найрізноманітніших форм і проявлятись у широкому спектрі: від ствердження моральної, етичної переваги членів групи над не членами до заперечення будь-яких морально-етичних засад, норм і принципів у відносинах з не членами групи. Іншими словами, ця ідея може мати позитивне забарвлення, коли ідеологія структури стверджує, що її члени є кращими від інших людей внаслідок приналежності до структури. Але вона може мати і негативне забарвлення, коли не члени структури взагалі людьми не визнаються і як рівноцінні з членами структури трактуватись не можуть, а член структури стає повноцінною людиною тільки через приналежність до неї. Очевидно, що про плюралізм, багатоманітність, толерантність, консенсусне погодження інтересів взагалі мова не йде. Нетолерантне, вороже ставлення до чужих завжди присутнє в ідеології будь-якої тоталітарної структури. Її гаслом завжди є «Хто не з нами, той проти нас».
Характеристика тоталітарної структури: Головною засадою створення тоталітарної структури, яка відрізняє її від інших соціальних утворень, є відсутність раціонально обґрунтованої мети створення та існування. Ціль створення тоталітарної структури завжди лежить поза межами доцільності, логічної обґрунтованості чи природної або соціальної необхідності.
Прикладом тут є комуністичні тоталітарні держави, створені для «побудови комунізму». При цьому в усій комуністичній літературі, починаючи від «Маніфесту Комуністичної партії» до рішень партійних з'їздів донині існуючих правлячих комуністичних партій, немає пояснення, що ж таке «комунізм» і які об'єктивні параметри цього майбутнього соціального устрою. У програмі комуністичної партії Радянського Союзу була спроба охарактеризувати комунізм як «суспільний лад, при якому матеріальні блага поллються повним потоком». Відбулась відмова від ірраціональної мети, задекларованої від моменту жовтневого перевороту і створення Радянського Союзу — всесвітньої комуністичної революції та побудови комунізму в одній окремо взятій країні, і ця тоталітарна держава без будь-яких зовнішніх причин припинила своє існування. Попри те, що в умовах тоталітарної держави народилося і виросло щонайменше три покоління людей, ніхто не робив будь-яких серйозних спроб запобігти цьому. Тоталітарна структура Радянського Союзу перестала стверджувати самоцінність свого існування, існування для самої себе і розпалася. Сьогодні певні політичні сили прагнуть відродити в іншій формі цю тоталітарну структуру і знову висувають ірраціональну мету і основу її існування — якусь містичну єдність слов'янських народів. Саме це й відрізняє згаданий конструкт від Європейського Союзу, який у своїй основі має прагматичну, економічну рацію об'єднання та існування, тобто є демократичною структурою.
Специфіка тоталітарної структури: Тоталітарна структура, на відміну від інших соціальних утворень, прагне регламентувати і підпорядкувати не тільки зовнішні прояви людської поведінки, але і внутрішній світ людини. Якщо в будь-якій соціальній структурі зовнішнє дотримання встановлених правил і норм є запорукою успішного і комфортного перебування індивіда у цій структурі, то для тоталітарної структури цього недостатньо. Наприклад, армію можна не любити, але за умови дотримання усіх вимог успішно просуватись службовою драбиною, не коректуючи свого внутрішнього світу. В тоталітарній структурі дотримання правил зовнішньої поведінки є обов'язковим, але не це основне. Тоталітарна структура потребує не тільки нормативної поведінки, для неї важливо не тільки і не стільки щоб її члени виконували встановлені вимоги, — вона вимагає любові до себе, своєї пріоритетності в системі цінностей її членів. Саме тому тоталітарна держава знищує не тільки тих, хто відкрито виступає проти неї, але й тих, хто відкрито і повсякчасно не декларує своєї відданості, захоплення, підпорядкованості. При цьому відсутність у поведінці особи певних протиправних діянь жодним чином не є гарантією перед репресіями. Тому для тоталітарних структур характерними є масові акції, на яких кожен, належний до неї, має в установленому порядку демонструвати свою відданість і любов. Відсутність на цих акціях, ухиляння від участи у них є однією з найбільших провин члена структури.
Тоталітарна структура може існувати у формі таких організацій: релігійна секта, злочинне угруповання, політична партія та тоталітарна держава. Кожна з них має власну специфіку.
Тоталітарна держава — форма авторитарних держав, що характеризується повним (тотальним) контролем держави над усіма сферами життя суспільства. Тоталітарним державам і режимам властиві одержавлення всіх легальних організацій, дискреційні (законом не обмежені) повноваження влади, заборона демократичних організацій, ліквідація конституційних прав і свобод, мілітаризація суспільного життя, репресії відносно прогресивних сил і інакодумців взагалі. Ними були комуністичний Радянський Союз, націонал-соціалістична Німеччина й фашистська Італія.

## Тоталітарність СРСР

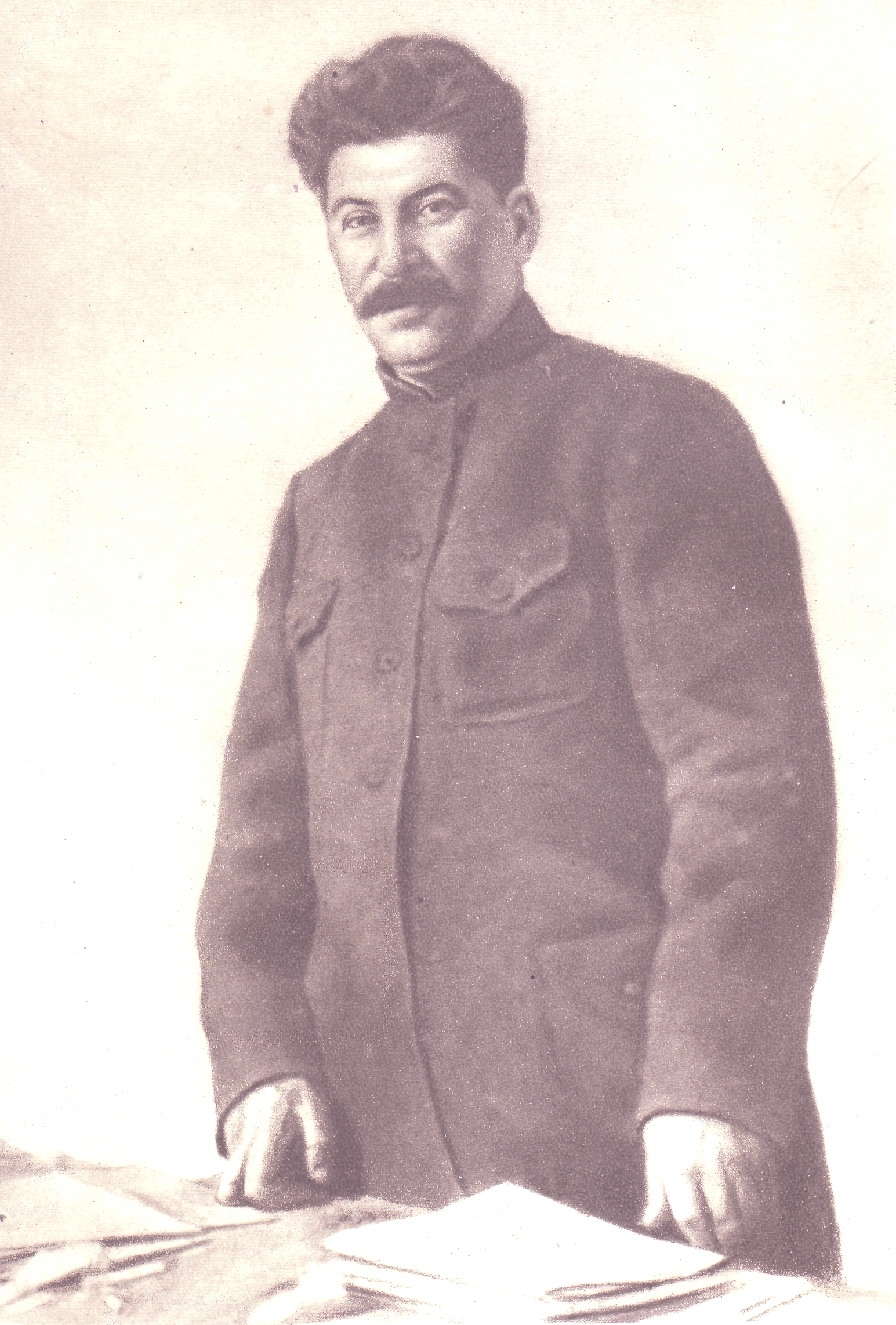
Йосиф Сталін — тоталітарний правитель

Починаючи з кінця 1920-х у капіталістичних країнах почали лунати аргументи, що є певні риси подібності між політичними системами СРСР, Італії та Німеччини. Зазначалось, що у всіх трьох країнах встановились репресивні однопартійні режими на чолі з сильними лідерами (Сталіним, Муссоліні і Гітлером), які прагнуть до всеохопного контролю і закликають порвати з усіма традиціями в ім'я якоїсь вищої мети. Серед перших, хто звернув на це увагу, були анархісти Армандо Боргі (1925) і Всеволод Волін (1934), священник Луїджі Стурцо (1926), історик Чарльз Бірд (1930), письменник Арчібальд Маклейш (1932), філософ Хорас Каллен (1934). Характеризуючи переродження радянського режиму, Лев Троцький у книзі «Зраджена революція» (1936) назвав його «тоталітарним». Після показових процесів 1937 ті ж ідеї стали виражати у своїх роботах і виступах історики Елі Халеві та Ханс Кон, філософ Джон Дьюї, письменники Юджин Лайонс, Елмер Девіс і Волтер Ліппман, економіст Кельвін Гувер та інші.
1939 року укладення Пакту Молотова — Ріббентропа викликало глибоку заклопотаність на Заході, яка переросла в бурю обурення після вторгнення Червоної Армії до Польщі, а потім до Фінляндії. Американський драматург Роберт Шервуд відповів п'єсою «Хай згине ніч», відзначеною Пулітцерівською премією, в якій він засудив спільну агресію Третього Рейху і СРСР. Американський сценарист Фредерік Бреннан для своєї повісті «Дозволь тебе називати товаришем» придумав слово «комунацизм». У червні 1941 британський прем'єр-міністр Вінстон Черчилль сказав, що нацистський режим не відрізняється від найгірших рис комунізму (що співзвучно з його висловом, зробленим після війни: «Фашизм був тінню або потворним дітищем комунізму»).
Після початку німецько-радянської війни і особливо після вступу США у Другу світову війну критика СРСР пішла на спад. Більше того, почала поширюватись думка, що між СРСР, США і Великою Британією є багато спільного. Але водночас 1943 року вийшла книга публіцистки Ізабели Патерсон «Бог з машини», в якій СРСР було названо «тоталітарним суспільством».
Подібні критичні погляди на СРСР з самого початку викликали гострі суперечки, проте в роки холодної війни набули масової популярності і були підхоплені антикомуністичною пропагандою. Багато лібералів, соціал-демократів, християнських демократів, анархістів та інших ідеологічних противників фашизму, нацизму і сталінізму стали прихильниками теорії («тоталітарної моделі»), що всі три системи були різновидами однієї системи — тоталітаризму. Так, 13 травня 1947 президент США Гаррі Трумен сказав: «Немає ніякої різниці між тоталітарними державами. Мені все одно, як ви їх називаєте: нацистськими, комуністичними або фашистськими». Поряд зі словом «тоталітарний», стосовно комуністичної ідеології використовувався вираз «червоний фашизм». У той час як одні вважали подібний підхід спірним, іншим він здавався очевидним. Так, генерал Джон Дін опублікував книгу «Дивний союз», в якій висловив щирий жаль, що російський народ не бачить подібності між режимами в рідній країні і в переможеної нацистської Німеччини.
Статус наукової концепції за терміном «тоталітаризм» затвердив політологічний симпозіум, зібраний 1952 у США, де тоталітаризм був визначений як «закрита і нерухома соціокультурна та політична структура, в якій усяка дія — від виховання дітей до виробництва і розподілу товарів — спрямовується і контролюється з єдиного центру».
Тоталітарна модель також стала предметом наукових досліджень таких фахівців, як Арендт, Фрідріх, Лінц й ін., які виконували порівняльний аналіз радянського і нацистського режимів. За моделлю, метою тоталітарного контролю над економікою і суспільством є їхня організація за єдиним планом. Усе населення держави мобілізується для підтримки уряду (правлячої партії) і його ідеології, при цьому декларується пріоритет суспільних інтересів над приватними. Організації, діяльність яких не підтримується владою, — наприклад, профспілки, церква, опозиційні партії — обмежуються або забороняються. Роль традиції у визначенні норм моралі відкидається, натомість етика розглядається з суто раціональних, «наукових» позицій. Центральне місце в риториці посідає спроба прирівняти нацистські злочини під час цілеспрямованого винищення мільйонів людей за національною ознакою (геноциду) і пенітенціарну систему в СРСР. Прихильники концепції вважали, що тоталітаризм якісно відрізнявся від деспотичних режимів, що існували до XX століття. Проте досі фахівці не дійшли єдиної думки, які саме риси слід вважати визначальними для тоталітарних режимів.
Після початку хрущовської «відлиги» теорія зазнала серйозної кризи, оскільки не могла пояснити процес ослаблення режиму зсередини. Крім того, виникло питання, чи СРСР як і раніше є тоталітарним режимом, чи порівняння очевидно мінливої радянської системи з поваленими фашистськими режимами недоречне. Виникла потреба у формулюванні моделі, яка б пояснила прихід диктаторів до влади та її подальшу еволюцію.
У 1970-х роках, внаслідок подальшого пом'якшення режиму в СРСР, термін «тоталітаризм» став усе рідше вживатись радянологами, однак продовжував залишатись популярним серед політиків. У своєму есе «Диктатура і подвійні стандарти» (1978) Джин Кіркпатрік наполягала, що слід відрізняти тоталітарні режими від авторитарних. За Кіркпатрік, авторитарні режими зацікавлені переважно у своєму власному виживанні і тому, на відміну від тоталітаризму, допускають почасти автономне функціонування елементів громадянського суспільства, церкви, судів і преси. Звідси був зроблений висновок, який здобув популярність за часів президентства Рейгана як «доктрина Кіркпатрік», що в зовнішній політиці США можуть надавати тимчасову підтримку авторитарним режимам заради боротьби з тоталітаризмом і просування американських інтересів.
Падіння комуністичних режимів у країнах радянського блоку і СРСР у другій половині 1980-х спричинило повторну кризу теорії. Твердження, що тоталітарні режими не здатні самі ініціювати радикальні реформи, було визнано помилковим. Проте загалом аналіз тоталітаризму зробив значний внесок у порівняльну політологію, і вживання цього терміна досі досить поширене.
У Східній Європі після вторгнення до Чехословаччини інтелігенція називала «тоталітаризмом» політику жорсткої цензури, мракобісся, знищення небажаної (з точки зору режиму) історичної пам'яті і культури.
У Радянському Союзі тоталітаризм офіційно вважався характеристикою виключно буржуазних держав періоду імперіалізму, особливо нацистської Німеччини та фашистської Італії. Використання терміна до соціалістичних держав називалось наклепом і антикомуністичною пропагандою. Водночас радянська пропаганда називала деякі зарубіжні комуністичні режими фашистськими (наприклад, Тіто в Югославії чи Пол Пота в Камбоджі).
Радянські дисиденти, а після початку перебудови і більшість реформаторів (включно з Лігачовим) також називали радянську систему тоталітарною. Використання терміна було пов'язано переважно з відсутністю в радянській політології лексикону, необхідного для критичного аналізу історії СРСР. При цьому питання природи і стабільності тоталітарного режиму відігравали у виниклій дискусії вторинну роль; на першому плані було придушення громадянських прав, відсутність громадських інститутів, що захищають людину від державного свавілля, монополія КПРС на політичну владу. Це служило одним з виправдань для закликів до радикальних реформ. На початку 1990-х ці тенденції відбились у нормативних актах. Наприклад, преамбула Закону РФ «Про реабілітацію жертв політичних репресій» проголошує, що за роки Радянської влади мільйони людей стали жертвами свавілля тоталітарної держави.

## Дослідження тоталітаризму

### Концепція тоталітарного суспільства
Найбільшого поширення серед фахівців з порівняльної політології отримала модель тоталітаризму, яку 1956 запропонували Карл Фрідріх і Збігнєв Бжезинський. Фрідріх і Бжезинський відмовились від спроб дати коротке абстрактне визначення і замість цього застосували емпіричний підхід, за яким тоталітаризм є сукупністю принципів, спільних для фашистських режимів і СРСР періоду Сталіна. Це дозволило їм виділити визначальні ознаки, а також додати до уявлення про тоталітаризм елемент динамічного розвитку, — але не можливість системних змін. У новому трактуванні тоталітаризм означав не так повний контроль держави над діяльністю кожної людини (що неможливо практично), скільки принципову відсутність обмежень над таким контролем.
Ознаки тоталітарного суспільства за версією Фрідріха і Бжезинського
У своїй роботі «Тоталітарна диктатура і автократія» (1957) Карл Фрідріх і Збігнєв Бжезинський, на основі емпіричного порівняння сталінського СРСР, нацистської Німеччини і фашистської Італії, сформулювали визначальні ознаки тоталітарного суспільства. Початковий перелік складався з шести ознак, але в другому виданні книги автори додали два, згодом інші дослідники здійснювали уточнення:
- Наявність однієї всеосяжної ідеології, на якій побудована політична система суспільства.
- Наявність єдиної партії, зазвичай керованої диктатором, яка зливається з державним апаратом і таємною поліцією.
- Вкрай висока роль державного апарату, проникнення держави практично в усі сфери життя суспільства.
- Відсутність плюралізму в засобах масової інформації.
- Жорстка ідеологічна цензура всіх легальних каналів надходження інформації, а також програм середньої та вищої освіти. Кримінальне покарання за розповсюдження незалежної інформації.
- Значна роль державної пропаганди, маніпуляція масовою свідомістю населення.
- Заперечення традицій, зокрема традиційної моралі, і повне підпорядкування вибору засобів поставленим цілям (побудувати «нове суспільство»).
- Масові репресії та терор з боку силових структур.
- Знищення індивідуальних громадянських прав і свобод.
- Централізоване планування економіки.
- Майже всеосяжний контроль правлячої партії над збройними силами і розповсюдженням зброї серед населення.
- Прихильність до експансіонізму.
- Адміністративний контроль над відправленням правосуддя.
- Прагнення стерти всі кордони між державою, громадянським суспільством і особистістю.

Наведений перелік не означає, що будь-який режим, якому притаманна хоча б одна із зазначених рис, слід зарахувати до тоталітарних. Зокрема, деякі з перерахованих рис в різний час були також властиві демократичним режимам. Аналогічно, відсутність якоїсь однієї ознаки не є підставою для класифікації режиму як не тоталітарного. Однак перші дві ознаки, на думку дослідників тоталітарної моделі, є її найбільш яскравими характеристиками.
Основні висновки аналізу тоталітарної моделі
Відправною точкою тоталітарної моделі є декларація якоїсь вищої мети, в ім'я якої режим закликає суспільство позбутись усіх політичних, правових та суспільних традицій. Вивчення моделі показало, що після придушення традиційних суспільних інститутів, людей легше згуртувати в єдине ціле і переконати пожертвувати будь-якими іншими цілями заради досягнення головної. Панівна у цих країнах ідеологія пояснювала вибір засобів, труднощі, небезпеки тощо в термінах все тієї ж мети і обґрунтовувала, чому державі потрібні практично необмежені повноваження. Пропаганда поєднувалась з використанням передових технологій політичного розшуку для придушення будь-якого інакомислення. Результатом було забезпечення масової мобілізації на підтримку режиму.
Концентрація влади виражалася в монополізації процесу прийняття остаточних рішень у всіх сферах діяльності, а також принциповій відсутності обмежень на масштаб цих рішень і на масштаб санкцій. Всі більше проникнення держави означало все більше звуження автономного простору, аж до його повної ліквідації. Це призводило з одного боку до атомізації суспільства, а з іншого боку, до злиття усіх політичних сфер, що в ньому існували, в єдине ціле. На відміну від поліцейської держави, в якій заходи щодо підтримання порядку здійснюються за встановленими процедурами, у тоталітарних режимах у правоохоронних органів була широка свобода дій, що забезпечувало їхню непередбачуваність і підконтрольність керівництву країни. Оскільки, за тоталітарною моделлю, прагнення до вищої мети було ідеологічною основою усієї політичної системи, про її досягненні ніколи не могло бути оголошено. Це означало, що ідеологія займала підлегле становище стосовно лідера країни і могла довільно трактуватись ним залежно від ситуації.
Іншим висновком теорії є обґрунтування організованого і масштабного насильства проти певної численної групи (наприклад, євреїв у нацистській Німеччині чи куркулів у сталінському СРСР). Ця група звинувачувалася у ворожих діях проти держави і у виниклих труднощах.

### Тоталітаризм і соціалізм
Група зарубіжних істориків та економістів (Людвіг фон Мізес та ін.) вважає, що одним із загальних елементів тоталітарних режимів є соціалізм. У той час, як СРСР безумовно був соціалістичною системою, подібна класифікація для нацистської Німеччини і тим більше фашистської Італії не настільки очевидна. Мізес стверджував, що хоча переважна частина засобів виробництва в Німеччині номінально залишалась у приватних руках, фактично держава володіла усією повнотою контролю над ними, тобто, була їхнім реальним власником. З погляду Мізеса, крайній колективізм завжди означає соціалізм, оскільки у людини, все існування якої підпорядковане цілям держави, вся власність також підпорядкована цим цілям. Цим Мізес пояснював, чому тоталітарні уряди контролюють ціни, зарплати, розподіл товарів і, в кінцевому підсумку, центральне планування економіки. За загальноприйнятим поглядом, корінням нацизму є крайній шовінізм і расизм, а не егалітаризм. Економічну систему у нацистській Німеччині і фашистській Італії зазвичай класифікують як державно-корпоративний капіталізм.

### Теорія тоталітарного суспільства Франкфуртської школи
Франкфуртська школа — критична теорія сучасного (індустріального) суспільства. Основні представники: Т. Адорно, М. Хоркхаймер, Г. Маркузе, Е. Фромм, В. Беньямін. Представники цієї школи вважали, що буржуазне класове суспільство в XX столітті перетворилось на безкласову систему, в якій підприємці не керуються законами ринку, а до революційних перетворень прагнуть маргінальні течії[джерело?]. За філософами франкфуртської школи, сучасне суспільство технократичне й існує за рахунок нав'язуваного культу споживання. На їхню думку, культурна уніфікація, зниження критичного мислення та подальше стирання межі між приватним і публічним існуванням тягнуть за собою тоталітаризм[джерело?].

### Критика тоталітаризму

#### Світська критика
Критики стверджують що «тоталітарна особистість — це людина з нерозвинутим внутрішнім світом і саморефлексією, з відсутньою чи недостатньою самокритичністю, з невмінням адекватно-критично оцінювати навколишній світ і себе в цьому світі; однобока, одномірна, духовно рахітична особистість, яка не розвинула гармонійно свої духовні та інтелектуальні начала, в якої виникає авторитарне відчуження. Будучи залежною від обставин, влади, від власних вад, не має сили волі з ними боротись […] Тоталітарна людина знаходиться у вузькому інформаційному полі, її формує однобічна, безальтернативна інформація […] Відчужена людина, у якої нема жагучого прагнення до істини та свободи, прагне знайти опертя у міфі, а тому стає легкою здобиччю різного роду ловців душ, голосів та грошей. Це наслідок глибокої самотності сучасної людини в середовищі прагматичних комунікацій. Екзистенційна проблема самотності загострюється в комп'ютерну епоху; зв'язки з іншими людьми стають дедалі віртуальнішими, взаємне спілкування з живими людьми витісняється його ерзацом — комп'ютерними іграми, спогляданням телеведучих, політиків, попсових кумирів, голлівудських зірок, які стають ближчими за найближчих родичів та приятелів. Все це поглиблює небезпеку тоталітаризації масової свідомості».

#### Християнська критика
Христос Яннарас говорить про два постулати політикуму, які без жодних сумнівів визнаються всіма суспільно-політичними рухами. Один із них стверджує, що спосіб розв'язання соціальних проблем можна визначити об'єктивно. Другий постулат говорить  про можливість діяльного, політичного здійснення цих рішень. Прикметним є те, що в основі цих постулатів лежить вимога об'єктивності, тобто рішення мають бути демарковані та здійснені об'єктивно. «Об'єктивність, у свою чергу, означає зневагу щодо суб'єктивного фактора в  його особистісному вимірі; вона вимагає створення теорії, що пропонує рішення, і політики, що впроваджує їх, залишаючи осторонь прагнення і спроможність тих конкретних осіб, котрі втілюють ці рішення у життя. Політичні теорії й відповідні політичні дії, що з них випливають, стають важливішими за конкретних людей, яким вони прагнуть допомогти і життя яких бажають „удосконалити“. Інтелектуальні форми цих рішень…й етика покірливості ідеологічній „лінії“ поневолюють індивідів, роблячи їх подібними один до одного… Мізерна купка людей приймає і здійснює рішення, що мають „врятувати“ кожного, незалежно від того, хоче він цього чи ні. Тоталітаризм — ось слово, яким можна адекватно виразити значення і зміст… тієї „об'єктивності“, яка сприймається як самоочевидна передумова „морального“ аспекту суспільно-політичних систем… Тоталітаризм — органічний симптом, продукт цивілізації як такої, її сутнісна характеристика… „Об'єктивна“ істина передбачає „раціональність“ єдино можливим способом тлумачення і врядування природної та історичної реальності».
Християнство заперечує можливість побудови ідеального суспільства на землі та вбачає пряму залежність якості суспільства від духовної якості особи. Отже, в основі християнства стоїть особистість, яка пізнає Бога; особистість — первинна, суспільство, спільнота — вторинні. Тоталітарні режими вводять не лише заборони, але і вимоги, диктують людині, що вона повинна робити, як думати, де жити, де працювати, що писати та говорити — одним словом позбавляють її не лише політичної, але й особистої свободи. Відбувається деперсоналізація особистості, її деградація. Відтак у тоталітарному або посттоталітарному суспільстві, "істина не є більше чимось, що досягається завдяки зусиллям і досвіду особистості, вона постає завершеною, закритою «системою» концептів та інтелектуальних операцій, за допомогою яких здійснюється однозначна й авторитетна інтерпретація історичної та природної реальності, висловлена мовою «аксіом», «принципів» і «законів» «наукового» позитивізму. Така істина  постає зручним засобом, інструментом, за допомогою якого людина підпорядковує світ та історію раціональним потребам і бажанням. Ті, хто володіє «об'єктивною» істиною, разом з усіма «законами», «принципами» й «аксіомами» «наукового» позитивізму, ті, кого наділено владою увиразнювати й тлумачити істину, і є людьми, що визначають «об'єктивні» потреби та прагнення всього суспільства, здійсненню яких і повинна служити істина". Варто зазначити, що у контексті «об'єктивної істини» в парадоксальний спосіб збігаються тоталітаризм і раціоналізм.

### Економісти про тоталітаризм
Фрідріх Гаєк
За останню чверть століття, поки привид тоталітаризму не перетворився на реальну загрозу, ми поступово віддалялися від фундаментальних ідей, на яких було побудовано європейську цивілізацію. ... Ми поступово відмовилися від економічної свободи, без якої раніше не існувало особистої та політичної свободи.   Фрідріх Гаєк. Шлях до рабства, 1944

## Тоталітарна естетика
Тоталітарна символіка

«Червона зірка» — символ комуністичної влади
Нацистська свастика
«Німецький Орел» часів Третього Рейху
Знамено Муссоліні
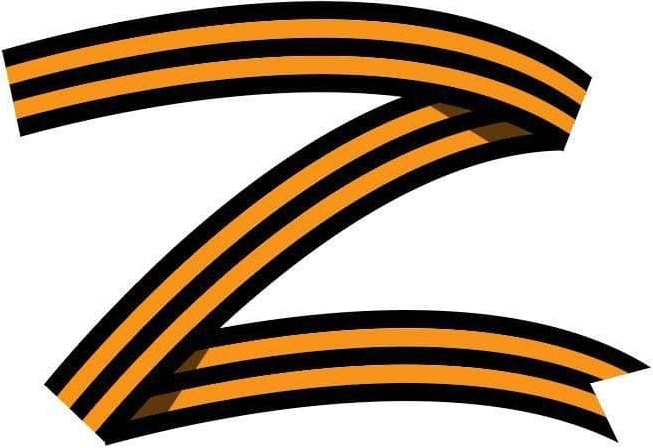
Z — російський пропагандистський символ вторгнення в Україну, який інколи називають звастикою

Живопис
Скульптура

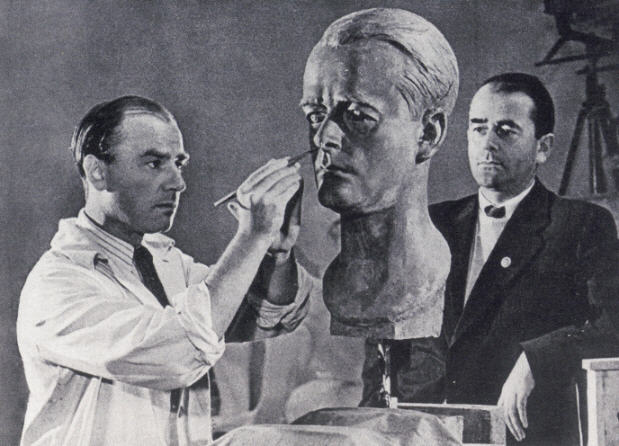
Скульптор Арно Брекер за роботою і його «модель» райхсміністр А. Шпеєр
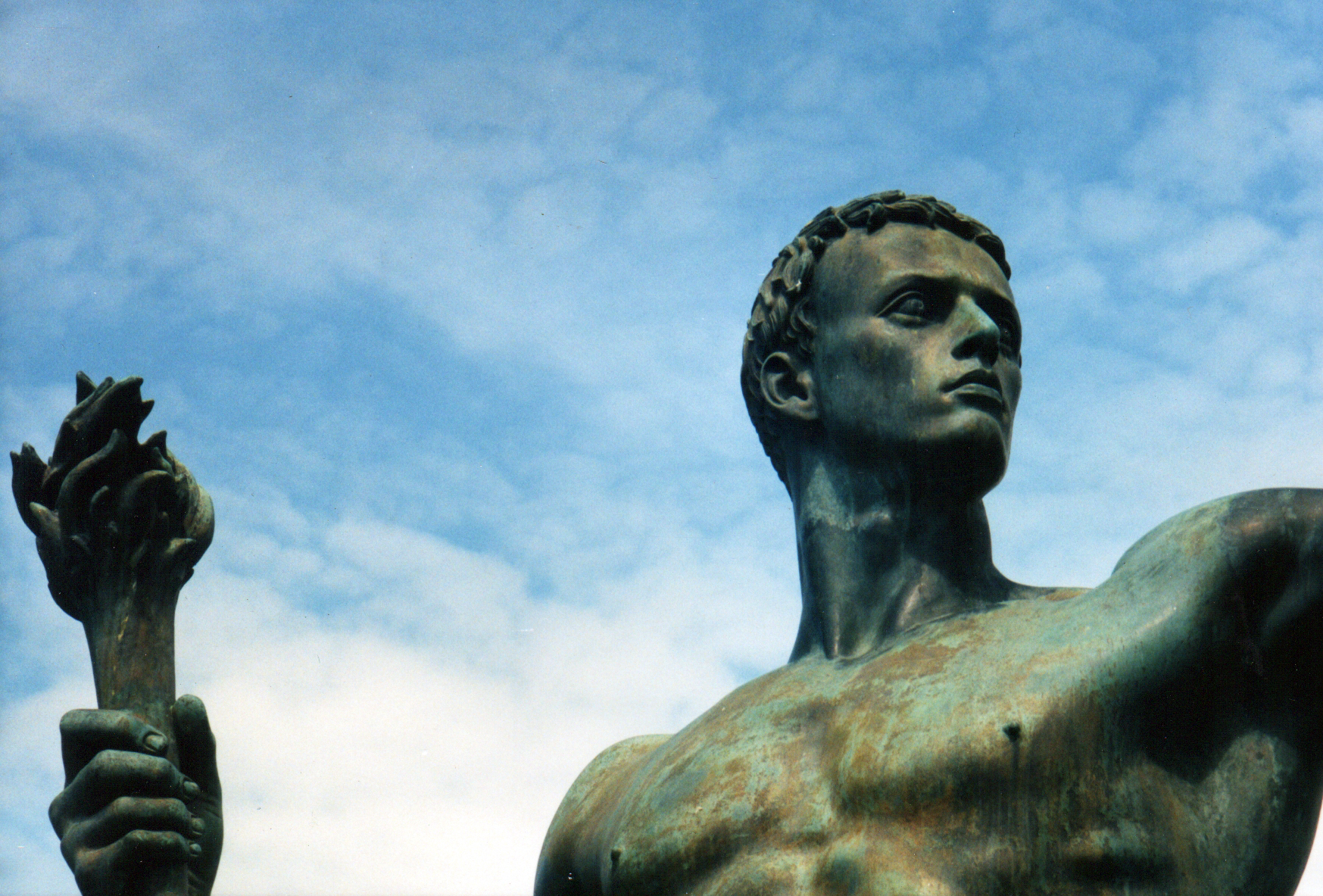
Арно Брекер. «Партія» (фрагмент)
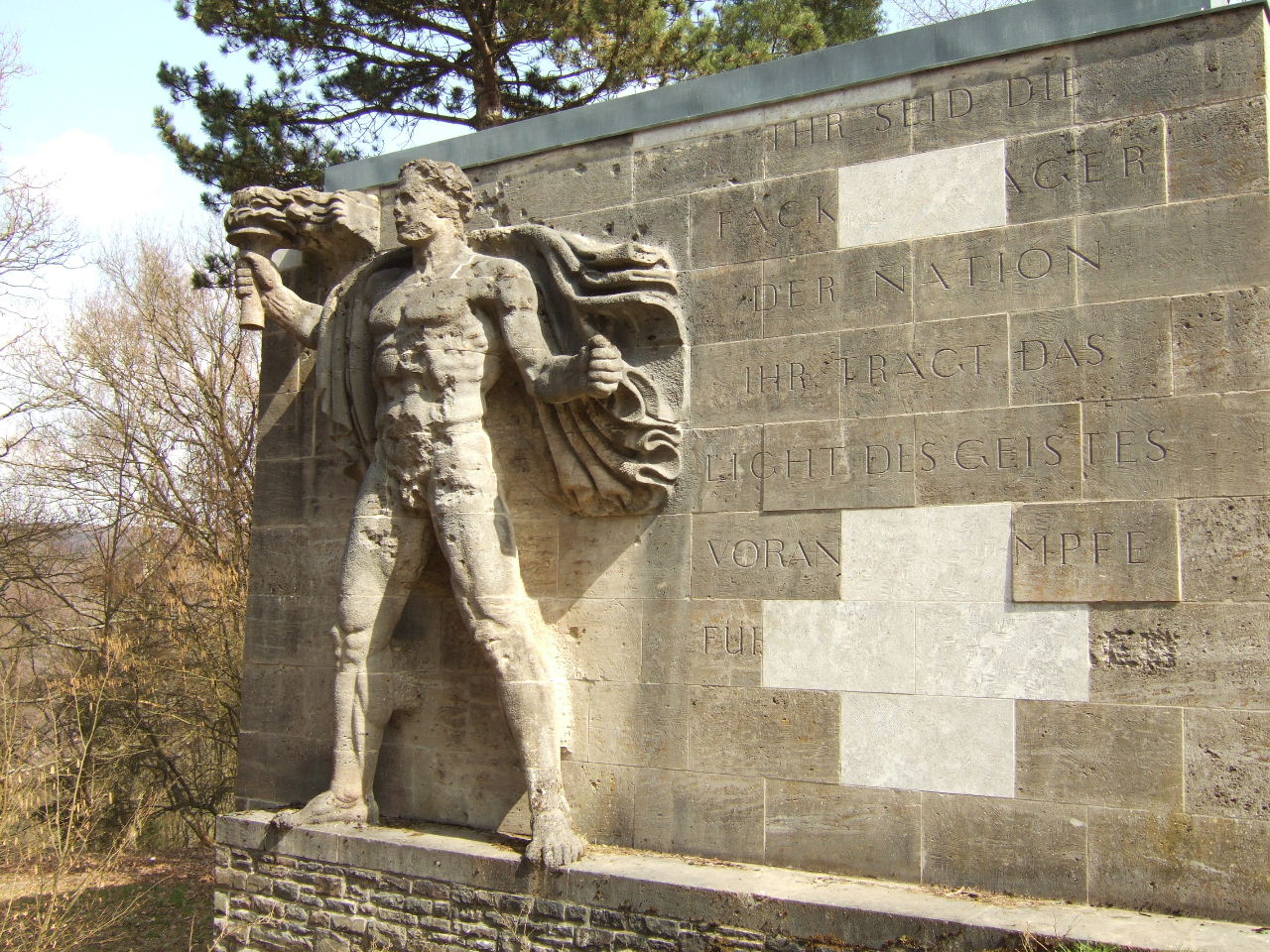
Вілі Мелер. «Факелоносець»
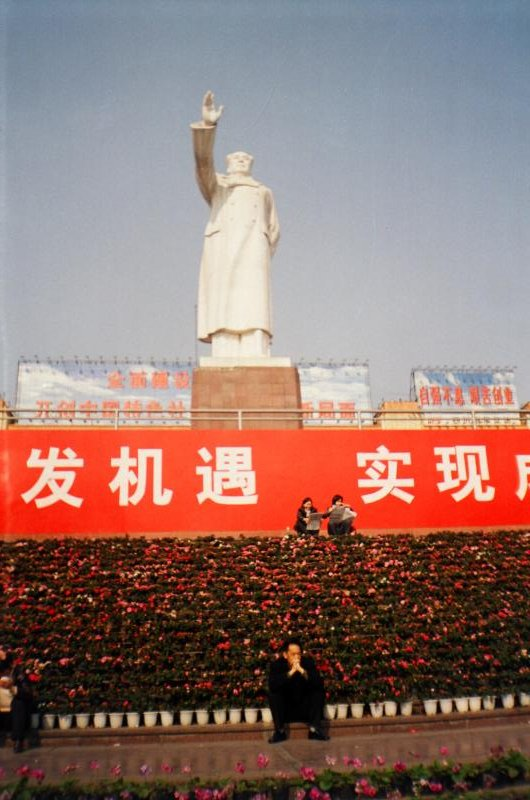
Статуя Мао Цзедуна, Ченду, Сичуань

Архітектура

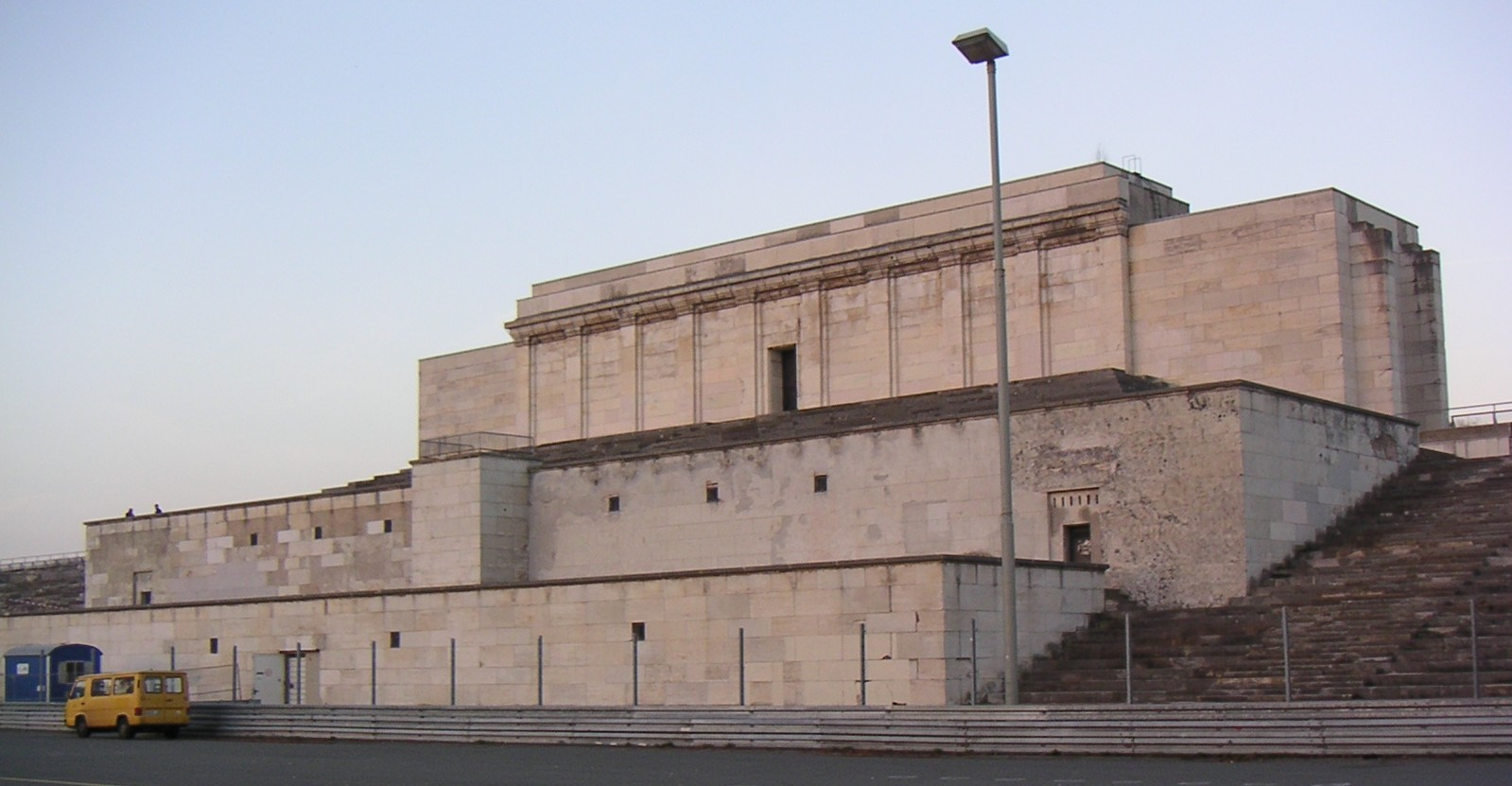
Трибуна на плацу парадів у Нюрнберзі, Німеччина
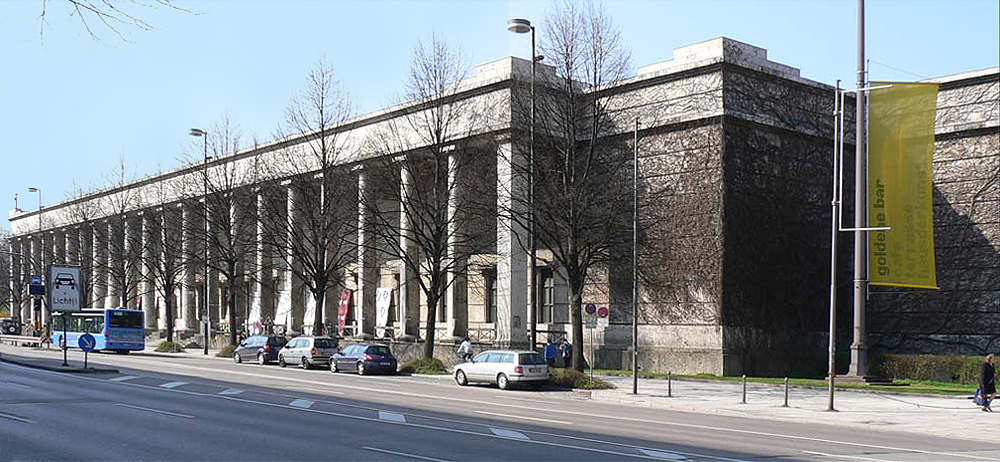
Палац культури в Мюнхені
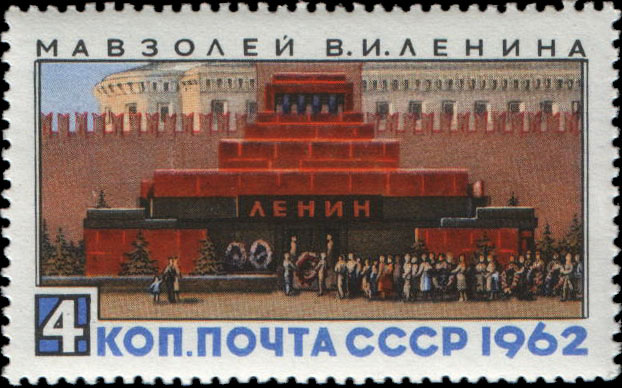
Мавзолей Леніна в Москві
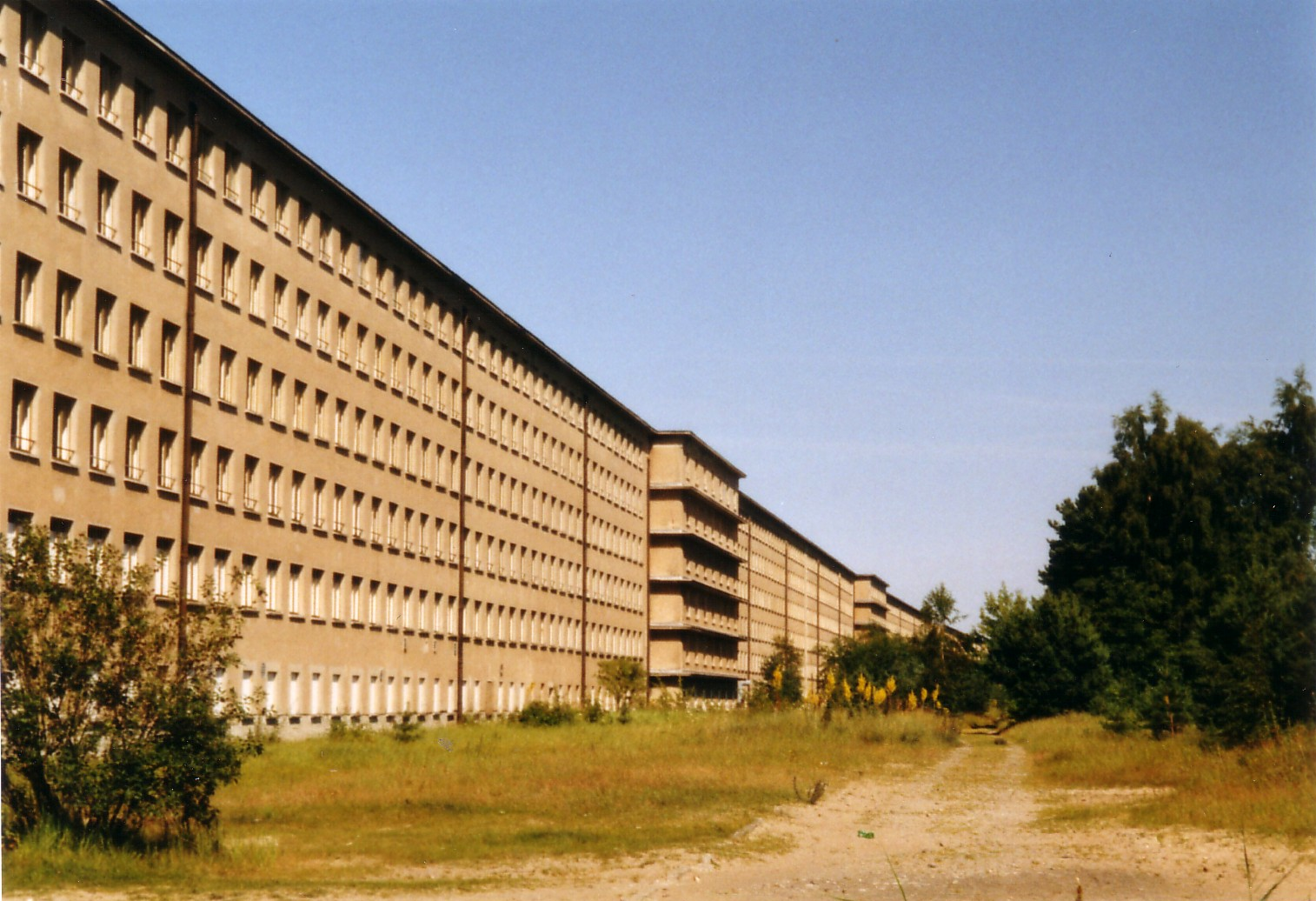
«Будинок відпочинку» довжиною 6 км у містечку Прора, Німеччина
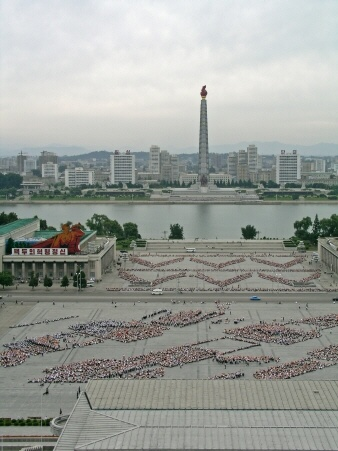
Пхеньян (Північна Корея). Площа перед стелою Чучхе
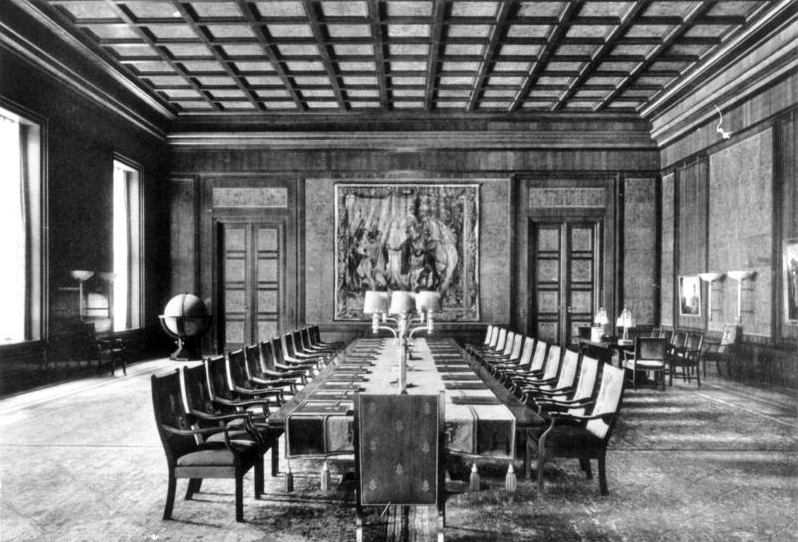
Райхсканцелярія (інтер'єр, Третій Рейх)

## Першоджерела
- Carlton J. H. Hayes. The Novelty of Totalitarianism in the History of Western Civilisation. — Lection on American Philosophical Society, 17-18 November, 1939. / Columbia Univ. Pr. 1940.
- Hannah Arendt. The Origins of Totalitarianism. — (1st. ed.) New York: Harcourt, Brace & Co.; London: Secker & Warburg, 1951.
  - Ханна Арендт. Джерела тоталітаризму. — (укр. переклад) К. : Дух і літера, 2005. — 584 с. ISBN 966-378-009-6
- Карл Поппер. Відкрите суспільство та його вороги. (1945) — (в укр. перекладі) К.: Основи, 1994. — 444/495 с. ISBN 5770756144, ISBN 5770756152 (т.1), ISBN 5770756160 (т.2)
- Карл Йоахім Фрідріх. Тоталітарна диктатура. (1957)
- Мілован Джилас. Обличчя тоталітаризму. Розмови зі Сталіним. (1953—1954)
- Карл Фрідріх, Збігнев Бжезинський. Тоталітарна диктатура і автократія. (1956)
- Хуан Лінц. Тоталітарні і авторитарні режими. // ориг.: Juan J. Linz. Totalitarian and Authoritarian Regimes. — Lynne Rienner Publ., 2000. — 343 p. ISBN 1555878660